# Linaria viscosa subsp. viscosa
Linaria viscosa subsp. viscosa é uma subespécie de planta com flor pertencente à família Scrophulariaceae. 
A autoridade científica da subespécie é (L.) Chaz., tendo sido publicada em Suppl. Dict. Jard. 2: 39 (1790).

## Portugal
Trata-se de uma subespécie presente no território português, nomeadamente em Portugal Continental.
Em termos de naturalidade é endémica da Península Ibérica.

## Protecção
Não se encontra protegida por legislação portuguesa ou da Comunidade Europeia.